# Aldo Bini
Aldo Bini (Montemurlo, Toscana, 30 de julio de 1915 – Prato, 16 de junio de 1993) fue un ciclista italiano, que fue profesional entre 1934 y 1955. 
Sus éxitos más importantes fueron 5 etapas en el Giro de Italia, dos ediciones del Giro de Lombardía y un segundo lugar en el Campeonato del Mundo de ciclismo, entre muchos otros triunfos.

## Palmarés
- 1933

1º en el Tour de Umbría
- 1935

1º en el Giro de Emilia
1º en el Giro del Piemonte
1º en el Giro de les Dos Provincias
1º en la Copa Franchi
1º en la Copa Necchi
- 1936

1º en el Giro del Piemonte
1º en la Milán-Módena
Vencedor de una etapa en el Giro de Italia
Plata en el Campeonato del Mundo de ciclismo
- 1937

1º en la Giro de Lombardía
1º en la Milán-Módena
1º en el Giro de la Provincia de Milán, con Maurice Archambaud
Vencedor de 3 etapas del Giro de Italia
- 1938

1º en la Milán-Módena
- 1940

1º en la Coppa Bernocchi
- 1941

1º en el Giro del Piemonte
1º en la Carrera de Gran Fondo
- 1942

1º en la Giro de Lombardía
- 1946

Vencedor de una etapa en el Giro de Italia
- 1948

 Vencedor de la maglia nera del Giro de Italia
- 1952

1º en la Milán-Turín

### Resultados en el Giro de Italia
- 1935. Abandona
- 1936. Abandona. Vencedor d'una etapa
- 1937. 23º de la clasificación general y vencedor de 3 etapes
- 1940. Abandona
- 1946. 23º de la clasificación general y vencedor de una etapa
- 1947. Abandona
- 1948. 41.º de la clasificación general.  Vencedor de la maglia nera (último clasificado)
- 1950. Abandona
- 1951. Abandona
- 1953. 70.º de la clasificación general
- 1954. Abandona

### Resultados en el Tour de Francia
- 1938. 48.º de la clasificación general